# Al-Mazati
Abu-r-Rabí Sulayman ibn Yàkhlaf al-Mazatí fou un historiador, teòleg i jurista ibadita de la tribu àrab Mazata, d'una fracció que vivia al sud de l'actual Tunísia. Va néixer en data desconeguda, però no gaire llunyana de l'any 1000, i va morir el 1078/1079. Va escriure una història dels ibadites (Kitab as-siyar) amb les biografies de personatges ibadites cèlebres. Va escriure també alguna obra de teologia i de dret.